# Koninklijke Academie voor Schone Kunsten van Antwerpen

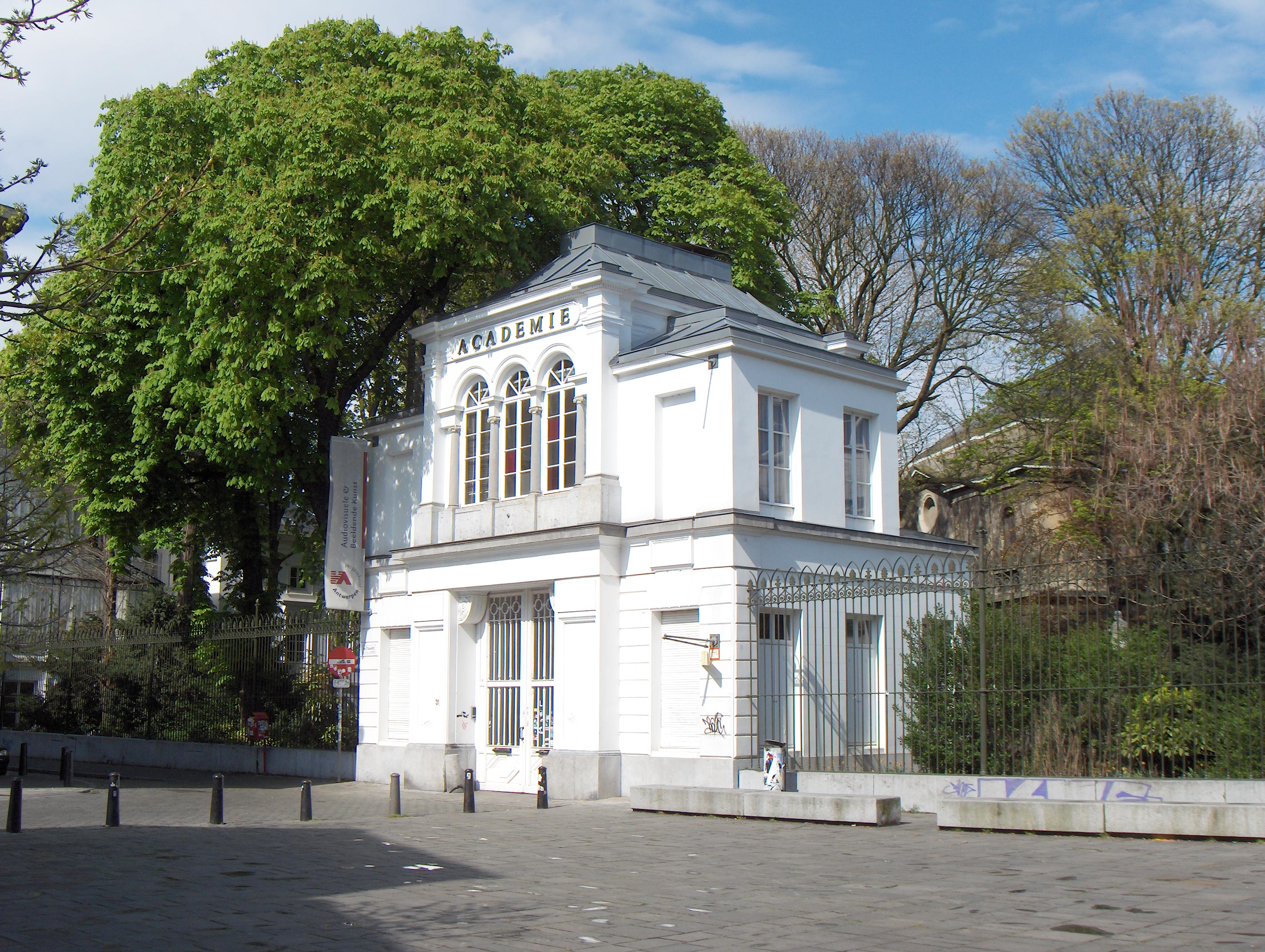
Gebouw van de Academie voor Schone Kunsten, architect Pierre Bruno Bourla

De Koninklijke Academie voor Schone Kunsten in Antwerpen is een departement van de AP Hogeschool (voorheen Artesis Hogeschool) met hoofdzetel in de Mutsaardstraat in de Universiteitsbuurt. Ze biedt bachelor- en masteropleidingen aan in de beeldende kunsten (voorheen ook in conservatie en restauratie, die nu zijn ondergebracht in de faculteit ontwerpwetenschappen van de Universiteit Antwerpen). Daarnaast is een lerarenopleiding voorzien. De Academie bestaat sinds 1664 en is daarmee na Rome, Parijs en Florence de vierde oudste kunstacademie van Europa. In 1885 werd aan de Academie het Nationaal Hoger Instituut voor Schone Kunsten toegevoegd voor de posthogeschoolvorming.

## Opleidingen
De studierichting Beeldende kunsten behelst het brede terrein van de vrije kunsten (beeldhouwkunst, in situ, schilderkunst en vrije grafiek), beeldende kunsten zoals fotografie en dat van de toegepaste kunsten, zoals mode, juweelontwerp en edelsmeedkunst, en grafisch ontwerp. Behalve vorming in de humane wetenschappen en de natuurwetenschappen biedt men de studenten ook opleiding in behandelingstechnieken, werkmethodes en professionele houdingen in relatie tot het cultureel erfgoed.

## Geschiedenis

### Ontstaan
De oprichting van de Academie vond plaats in de periode waarin Antwerpen na de Tachtigjarige Oorlog en de sluiting van de Schelde (1648) haar betekenis als handels- en kunstencentrum was kwijtgespeeld. Veel kunstenaars uit de Antwerpse School waren overleden of al ouder en een aantal waren uitgeweken naar Parijs waar zij makkelijker aan opdrachten raakten. Enkele Antwerpse schilders stonden ook aan de wieg van de Parijse Academie die in 1655 werd opgericht.
Het initiatief voor het oprichten van de Antwerpse Academie werd in 1662 genomen door de oud-deken van het Sint-Lucasgilde, David Teniers de Jonge. Ook de schilder Theodoor Boeyermans was hierbij betrokken. Door de magistrale opleidingen aan te vullen met een basisopleiding tekenen in een Academie hoopte hij de getaande glorie van de Antwerpse kunst en het gilde te kunnen herstellen. De oorspronkelijke bedoeling was om een opleiding te voorzien in de "meet-, bouw- en doorzichtkunde ; eenige grondbeginsels der schilder-, graveer- en beeldhouwkunde, als ook in het teekenen naar levend model". Die laatste opdracht werd als de belangrijkste aanzien, omdat door de hoge kosten voor het huren van een model, de meesters deze opleiding nog nauwelijks zelf konden aanbieden.
Op 6 juli 1663 werden dan bij koninklijk octrooi van Filips IV van Spanje de toelating en middelen verleend om een Academie op te richten in de schoot van het Sint-Lucasgilde. De stad Antwerpen stelde lokalen ter beschikking in de Beurs, waar de beeldhouwer Artus Quellin later in de schilderskamer een borstbeeld zal plaatsen van de toenmalige landvoogd Markgraaf van Caracena als dank voor diens voorspraak ten gunste van de Academie. Naast vele andere kunstenaars en kunstliefhebbers schonk ook Jacob Jordaens enkele werken aan het gilde die behalve ter verfraaiing ook bedoeld waren als leerstukken voor de leerlingen. Deze kunststukken vormden de basis van het Museum van de Academie (het latere Koninklijk Museum voor Schone Kunsten).
De feitelijke start van de lessen op 26 oktober 1665 was bescheiden in verhouding tot de ambities. Om financiële redenen kon men enkel beginnen met de lessen tekenen en boetseren naar levend model. In deze winterleergang tot 6 maart 1666 werden de lessen gegeven van zes tot acht uur ’s avonds. Tijdens de zomerleergang van 23 mei tot 30 september 1666 vonden de lessen plaats van vijf tot acht uur ’s morgens.

### Bestuur van het Sint-Lucasgilde
In ruil voor de verkregen privileges waren de dekens en oud-dekens van het gilde verplicht om bij wekelijkse beurtrol de leiding en de supervisie van de lessen op zich te nemen. Onder hen waren Jacob Jordaens, Artus Quellin, Ambrosius Brueghel, Gonzales Coques en vele anderen. De eerste decennia kampte het gilde echter met toenemende financiële moeilijkheden, wat de verdere uitbouw van de Academie belemmerde. Daarbij kwam dat het aantal beschikbare meesterschilders en -beeldhouwers voortdurend afnam, waardoor de last van het lesgeven op steeds minder en minder geschikte lesgevers kwam liggen. De stadsmagistraat moest regelmatig tussenkomen en dreigen met boetes opdat de lessen niet te vaak zouden opgeschort moeten worden vanwege gebrek aan lesgevers of tucht bij de leerlingen.
Om orde op zaken te stellen vaardigden de dekens het eerste reglement voor de Academie uit op 11 december 1684. Opnieuw was het nodig de hulp van de stadsmagistraat in te roepen en op 6 november 1690 werd een van hogerhand opgesteld reglement van kracht. Dankzij leningen, nieuwe middelen en lokalen kon men bij het begin van de winterleergang in 1694 een nieuwe klas openen, het tekenen naar plaasteren model, bedoeld als voorbereiding op het tekenen naar levend model. Daar stond tegenover dat men enkele jaren later reeds in 1699 vanwege de financiële problemen de winterleergangen moest opschorten. De definitieve sluiting van de Academie werd overwogen en ze hield steeds minder leerlingen over.
In 1713 werd Pieter Rysbraeck benoemd tot het hoofd van de heropgerichte Academie. Tijdens de strenge winter van 1716 konden de leerlingen zich uitleven door diverse sneeuwsculpturen te maken, een welgekomen afwisseling, omdat er vaak geen geld was om albast of marmer te behandelen. Bij de stichting in 1722 van de Oost-Indische Handelsmaatschappij kreeg deze de lokalen van de Academie ter beschikking en werden de beide tekenklassen naar een kleine plaats verdrongen. Kort daarop werd de leergang tekenen naar het plaaster opgeheven. Ook de zomerleergangen werden ingekrompen en de winterleergangen duurden in sommige jaren amper zes weken. Ze werden dan nog regelmatig onderbroken of eerder opgeschort. De ontmoediging en de volledige verarming van het Sint-Lucasgilde leidden ertoe dat zij in 1741 de Academie uit handen moest geven.

### Bestuur van de stad
Onder impuls van de beeldhouwers-bouwmeesters Jan Peter van Baurscheit de Jonge en Alexander van Papenhoven stelden zes Antwerpse kunstenaars aan het gilde voor om zelf de Academie te mogen overnemen en besturen. Deze stemde hier aanvankelijk mee in en vertrouwde het bestuur en de lokalen aan deze kunstenaarsgroep toe. Op 2 oktober 1741 kon men de klas heropenen. De lessen vonden elke werkdag plaats van zes tot acht uur ’s avonds. De groep was erin geslaagd voldoende financiële middelen te vergaren bij diverse kunstliefhebbers. Na dit succes trachtte het gilde echter opnieuw de controle over de Academie te verwerven, maar op 8 januari 1742 besloot de stad het bestuur verder toe te vertrouwen aan de zes kunstenaars.
Er volgden enkele roerige jaren van conflicten met het gilde en verzoening. Bovendien bezetten de Franse troepen in 1746 de teken- en toneelzaal van de Academie die ze pas na de Vrede van Aken in 1748 ontruimden. De nieuwe landvoogd, Karel van Lotharingen, nam de Academie onder zijn bescherming en in oktober 1749 hernamen de lessen. Op 17 november 1749 nam het Sint-Lucasgilde dan definitief afstand van de Academie en nam de stad Antwerpen het bestuur over. De eerste "Hoofdman" werd de buiten-burgemeester van Antwerpen, Jan August van Hove, die eerder al door de kunstenaarsgroep daarvoor was aangezocht en de "Opper-directeur" werd de schepen Peter Van Schorel. Een nieuw reglement werd vastgesteld op 4 december 1750.
De eerste secretaris voor de Academie was Jacob van der Sanden, benoemd op 25 januari 1757. Schepen en opperdirecteur Jan-Baptist Verdussen schonk een verzameling boeken, zodat een begin werd gemaakt van een bibliotheek. Stilaan herstelde de Academie zich en trok opnieuw buitenlandse studenten aan. Bekende kunstenaars uit deze periode zijn onder meer de beeldhouwer Jan Tassaert en de schilders Marten Jozef Geeraerts, Andries Cornelis Lens en Willem Herreyns. Deze laatste organiseerde in 1765 een nieuwe klas voor meet-, doorzichtkunde en bouwkunst. In hetzelfde jaar hernam men onder leiding van Peter Martenasie ook de leergang naar het plaaster/antiek, waarvoor vijf nieuwe onderdirecteurs of hulpleraars werden benoemd en enkele tientallen borstbeelden aan de Academie werden geschonken. Om aan het toegenomen aantal leerlingen plaats te bieden kreeg de Academie in 1766 haar oude zaal terug waar tot dan toe de Oost-Indische Handelsmaatschappij had gezeteld. Vanaf 1769 kreeg de Academie ook een jaarlijkse subsidie van de Staat.

## Directies
Toen de stad in 1749 het bestuur overnam, werden uit het college van het Magistraat de "hoofdman" en de "opperdirecteur" gekozen. Samen met de zes meester-kunstenaars, lesgevers die "directeur" werden genoemd, vormden ze de bestuursraad. Openvallende plaatsen werden door het Magistraat ingevuld op voorstel van de directeuren. De hoofdman (premier chef directeur) was in het bijzonder belast met het financiële beheer. Wij vermelden hieronder de lijst van de opperdirecteurs (chef directeur).
- 1749-1756 - Petrus Franciscus van Schorel, heer van Wilrijk
- 1756-1773 - Jan Baptist Verdussen
- 1774-1776 - Joannes De Wael
- 1776-1784 - Jacobus Abilius Della Faille
- 1784-1794 - Josephus Albertus Lunden

Na de hervorming door de Franse prefect Charles d'Herbouville tot École spéciale de peinture, de sculpture et d'architecture, kwam aan het hoofd van de Academie één directeur staan. In 1804 werd dit herdoopt tot de Academie voor Schone Kunsten.
- 1798-1827 - Willem Jacob Herreyns
- 1827-1839 - Matthijs Ignaas Van Bree
- 1840-1852 - Gustaaf Wappers
- 1852-1855 - Jan Antoon Verschaeren
- 1855-1879 - Nicaise De Keyser
- 1880-1885 - Jozef Geefs
- 1885-1890 - Karel Verlat
- 1891-1900 - Albrecht De Vriendt
- 1901-1923 - Juliaan De Vriendt
- 1924-1936 - Emile Vloors
- 1936-1945 - Isidore Opsomer
- 1946-1946 - Constant Permeke
- 1946-1949 - Isidore Opsomer
- 1949-1962 - Julien Creytens
- 1962-1977 - Mark Macken
- 1977-1983 - L.Theo Van Looij
- 1983-1991 - Gerard Gaudaen
- 1991-1992 - Walter Villain
- 1992-1995 - Johan Swinnen, laatste directeur, vanaf dan departementshoofden
- 1996-1997 - Jan Peeters
- 1997-2004 - Raf De Smedt
- 2005-2017 - Eric Ubben
- 2017-heden Johan Pas

## Alumni
- Lourens Alma Tadema
- Floris Arntzenius
- Alphonse Balat
- Fred Bervoets
- Dirk Bikkembergs
- Adrianus Bleijs
- Lode Bosmans
- Jean de Bosschère
- Renaat Braem
- Frank Bramley
- Veronique Branquinho
- Germaine Brus
- Wilhelm Busch
- Guy Cassiers
- Edouard Chappel
- Emile Claus
- Jan Cockx
- Jan Cox
- Luc-Peter Crombé
- Luc Cromheecke
- Pierre Cuypers
- Jan Decleir
- Nicaise De Keyser
- Victor Delhez
- Ann Demeulemeester
- Bob De Moor
- Joseph Desimpel
- Jef Diels
- Pieter Franciscus Dierckx
- Frans Andries Durlet
- Nedda El-Asmar
- Joe English
- Jan Fabre
- Eduard Frankfort
- Guillaume Geefs
- Jef Geys
- Ray Goossens
- Hugo Heyrman
- Valentin Henneman
- Jules Hofman
- Charles Int Panis
- Cedric Jacquemyn
- Emile Jespers
- Floris Jespers
- Oscar Jespers
- Jef Lambeaux
- Hendrik Leys
- Henry Luyten
- Ford Madox Brown
- Emile Mahieu
- Pol Mara
- Martin Margiela
- Jacob Maris
- Willy Meysmans
- Francis Davis Millet
- Petrus Marius Molijn
- Frans Mortelmans
- Jef Nys
- Karel Ooms
- Panamarenko
- Wilfried Pas
- Hendrik Peeters
- Jozef Peeters
- Benjamin Prins
- Edlef Romeny
- Veerle Rooms
- Lucas Victor Schaefels
- Daan Stuyven
- Luc Tuymans
- Walter Van Beirendonck
- Charles van Beveren
- Gérard Vander Linden
- Willy Vandersteen
- Henry Van de Velde
- Nicole Van Goethem
- Louis Van Gorp
- Elisabeth Van Ingelgem
- Joke van Leeuwen
- Dries Van Noten
- George van Raemdonck
- Godelieve van Riet
- Georges Vantongerloo
- Jaak van Wijck
- Piet Verhaert
- Jan Verhas
- Karel Verlat
- Mark Verstockt
- Leon Vranken
- Gustave Wappers
- Antoine Wiertz
- Lambertus van den Wildenbergh
- Willem Witsen
- Hendrik Jan Wolter
- Marina Yee